# Leona Mitchell
Leona Pearl Mitchell (Enid, 13 ottobre 1949) è un soprano statunitense.

## Biografia
Nata a Enid, nell'Oklahoma, da Hulon Mitchell e Pearl Olive, fin da piccola dimostra interesse per la musica. Il padre è un reverendo battista e svolge la sua attività religiosa nella chiesa della città, la madre è infermiera e insegnante di piano.
La Mitchell, insieme ai suoi quattordici fratelli, comincia a cantare piccolissima nel coro della chiesa paterna; in seguito, l'intera famiglia forma un coro gospel che negli anni cinquanta e sessanta gira gli Stati Uniti e partecipa a trasmissioni radiofoniche.
Il primo approccio con l'opera lo ebbe alle scuole superiori, quando un'insegnante le consigliò di ascoltare alcune incisioni. Dopo essersi diplomata, la Mitchell s'iscrisse all'università di Oklahoma, dove studiò canto, ballo e lingue, perfezionandosi anche alla Juilliard School of Music di New York.
Nel 1971, completati gli studi, partecipò ad un concorso di canto all'Opera di San Francisco, dove eseguì una selezione dall'Ernani di Giuseppe Verdi: il direttore di allora, Kurt Adler, la designò vincitrice e le consegnò il premio «James H. Schwabacher» che comprendeva uno stage con certificazione di 10 settimane a Santa Fè con lo stesso Adler, tramite il programma Merola Opera.
Nel 1973 debuttò come professionista all'Opera di San Francisco nel ruolo di Micaëla nella Carmen di Georges Bizet: la visibilità ottenuta le schiuse le porte del Metropolitan Opera di New York, dove nell'autunno del 1975 cantò nuovamente il ruolo di Micaëla con Plácido Domingo.
In questo Teatro si è esibita inoltre in Gianni Schicchi (Lauretta) con Fedora Barbieri nel 1976, La bohème (Musetta nel 1977 con Renata Scotto e Mimì nel 1986), I dialoghi delle Carmelitane (opera) (Madame Lidoine) nel 1978, Don Carlo (Celestial Voice) e Flauto magico (Pamina) nel 1979, La forza del destino (Leonora) nel 1982, Madama Butterfly (Cio-Cio-San) ed Ernani (Elvira) con Luciano Pavarotti nel 1983, Samson di Georg Friedrich Händel (Delilah), Aida con Fiorenza Cossotto e Manon Lescaut (Manon) nel 1986, Turandot (Liù) con Éva Marton e Domingo nel 1987, Il trovatore (Leonora) con Leo Nucci e la Cossotto nel 1988, Porgy and Bess (Bess) nel 1990, Un ballo in maschera (Amelia) nel 1991.
Si esibì al Met per 18 stagioni consecutive in 216 rappresentazioni.
Nel '75 partecipò anche alla prima incisione integrale in stereo di Porgy and Bess di George Gershwin diretta da Lorin Maazel, dove interpretò Bess. Il disco la fece conoscere anche nel resto del mondo e la Mitchell cantò in Europa, Asia e America meridionale.
Al San Francisco Opera nel 1976 è Suzel ne L'amico Fritz, nel 1977 Liù in Turandot con Luciano Pavarotti e Montserrat Caballé diretta da Riccardo Chailly, nel 1984 Cio-Cio-San in Madama Butterfly, nel 1988 tenne un recital, nel 1990 Suor Angelica e nel 1992 Leonora ne La forza del destino e Tosca (opera).
Al Grand Théâtre di Ginevra è Liù in Turandot con Birgit Nilsson nel 1976, Micaëla nella Carmen nel 1977 e tiene un recital nel 1981.
Nel 1977 è Micaëla in Carmen (opera) con Plácido Domingo e Teresa Berganza ad Edimburgo.
Al Royal Opera House di Londra è Maria Boccanegra in Simon Boccanegra nel 1981, Antonia ne Les Contes d'Hoffmann nel 1982 e Micaëla in Carmen (opera) con José Carreras ed Agnes Baltsa nel 1983.
Al Wiener Staatsoper nel 1985 è Leonora ne Il trovatore con Leo Nucci e nel 1989 Aida diretta da Giuseppe Sinopoli.
Nell'aprile del 1987 cantò al Met in diretta televisiva Liù nella Turandot di Puccini accanto a Éva Marton, Plácido Domingo e Paul Plishka. L'anno seguente affrontò per la prima volta il ruolo di Aida, il suo cavallo di battaglia, che sosterrà fino al 2001 in quasi 200 repliche nei più importanti teatri internazionali.
Nel 1988 si è esibita all'Arena di Verona in Aida.
Nel 1991 è Tosca con Pavarotti ed Alfredo Mariotti al Teatro dell'Opera di Roma.
Nel 1996 è Aida nella prima rappresentazione nel Nippon H.Kaikan di Tokyo di "Aida" di Giuseppe Verdi diretta da Zubin Mehta.
La carriera della Mitchell continua brillantemente nei più importanti centri musicali statunitensi e non, sia in opere complete sia in recitals, spesso trasmessi in diretta TV; tra le performance più significative vanno ricordate quelle di Aida, Liù e Amelia nel Ballo in maschera e le apparizioni a New York (Met, Lincoln Center, Avery Fisher Hall), Washington (Casa Bianca, Constitution Hall), Monaco di Baviera e Roma (Terme di Caracalla).
Nel 2001 ha cominciato a dedicarsi all'insegnamento e ha tenuto un concerto di beneficenza nella sua città. La Mitchell è tuttora in attività.
Attualmente risiede a Houston con il secondo marito e il figlio.

## Vita privata
La Mitchell si sposò in prime nozze nel 1971 ma rimase vedova appena due anni più tardi. Nel 1980 ha sposato Elmer Bush III, insegnante poi diventato suo manager, da cui ha avuto un figlio, Elmer Bush IV.

## Repertorio
| Ruolo                               | Titolo                   | Autore    |
| ----------------------------------- | ------------------------ | --------- |
| Micaëla                             | Carmen                   | Bizet     |
| Bess                                | Porgy and Bess           | Gershwin  |
| Delilah                             | Samson                   | Händel    |
| Suzel                               | L'amico Fritz            | Mascagni  |
| Salomé                              | Hérodiade                | Massenet  |
| Ilia                                | Idomeneo                 | Mozart    |
| Pamina                              | Die Zauberflöte          | Mozart    |
| Antonia                             | Les contes d'Hoffmann    | Offenbach |
| Madame Lidoine                      | Dialogues des Carmélites | Poulenc   |
| Manon Lescaut                       | Manon Lescaut            | Puccini   |
| Mimì Musetta                        | La bohème                | Puccini   |
| Cio-Cio-San                         | Madama Butterfly         | Puccini   |
| Floria Tosca                        | Tosca                    | Puccini   |
| Suor Angelica                       | Suor Angelica            | Puccini   |
| Lauretta                            | Gianni Schicchi          | Puccini   |
| Liù                                 | Turandot                 | Puccini   |
| Elvira                              | Ernani                   | Verdi     |
| Leonora                             | Il trovatore             | Verdi     |
| Amelia Grimaldi                     | Simon Boccanegra         | Verdi     |
| Amelia                              | Un ballo in maschera     | Verdi     |
| Leonora di Vargas                   | La forza del destino     | Verdi     |
| Elisabetta di Valois Voce dal Cielo | Don Carlo                | Verdi     |
| Aida                                | Aida                     | Verdi     |

## Onorificenze
- Premio James H. Schwabacher (1971)
- Ambasciatrice di Enid (1978)
- Laurea honoris causa in musica all΄università di Oklahoma (1979)
- Oklahoma Hall of Fame (1983)
- Esibizione per il presidente Ford (1976), per il presidente Carter, (1978-79) e per il presidente Clinton (1998).

## Vocalità e personalità interpretativa
Voce calda, ricca e piena, di colorito leggermente scuro, sonora ma morbida e sorretta da un'ottima preparazione tecnica. Autentico soprano lirico-drammatico, la Mitchell si è imposta, oltre che per qualità vocali, anche per l'innata musicalità e la spontaneità della recitazione. Tuttavia, la poca inclinazione a curare la parte linguistica e il forte accento americano non le permettono di avere una buona dizione che – specialmente in italiano – rasenta talvolta l'intelligibilità.

## CD parziale
- Gershwin: Porgy & Bess - Orchestra di Cleveland, Leona Mitchell, Lorin Maazel & Sir Willard White - 1976 Decca - Grammy Award for Best Opera Recording 1977
- Puccini, Turandot - Levine/Marton/Domingo/Mitchell, 1987 Deutsche Grammophon
- Verdi, Ernani - Levine/Pavarotti/Mitchell, 1983 Decca

## Videografia
- GIUSEPPE VERDI, Ernani.

Orchestra e Coro del Metropolitan Opera, New York; direttore James Levine.
LUCIANO PAVAROTTI – LEONA MITCHELL – RUGGERO RAIMONDI – SHERILL MILNES.
Filmato al Metropolitan Opera, New York, 1983.
DECCA.
- GIACOMO PUCCINI, Turandot.

Orchestra e Coro del Metropolitan Opera, New York; direttore James Levine.
EVA MARTON – PLACIDO DOMINGO – LEONA MITCHELL – PAUL PLISHKA.
Allestimento e direzione: Franco Zeffirelli.
Filmato al Metropolitan Opera, New York, IV.1987.
1988, Deutsche Grammophon DVD.